# Gamarra Nagusia
Gamarra Nagusia/Gamarra Mayor és un poble i concejo pertanyent al municipi de Vitòria. Tenia 270 habitants en (2007). Està enclavat en la Zona Rural Nord-oest de Vitòria.
El poble està a 4,5 km del centre de Vitòria en adreça nord. Situat en la riba dreta del riu Zadorra, Gamarra està ja pràcticament unida a la trama urbana de la ciutat de Vitòria, de la que solament la separa el riu. Tot l'espai que existia antigament entre la ciutat i el poble ha estat ocupat per un gran polígon industrial conegut com a Polígon Industrial de Gamarra (en basc i oficialment: Gamarrako Industrialdea), la urbanització del qual va començar en 1957. L'avinguda que travessa el polígon industrial i arriba fins al poble rep el nom de Portal de Gamarra. Per Gamarra està una de les principals entrades a la ciutat de Vitòria a través d'aquest portal, tant des de l'autovia A-1 (Madrid-Irun), com des de l'autovia A-240 (provinent de l'Alt Deba) i, per tant, Gamarra és un important nus de comunicacions viàries.
Al poble hi ha diversos restaurants i bars, que viuen principalment del proper polígon industrial i de l'estratègica localització del poble a l'entrada de Vitòria. També es troba aquí l'Escola d'Hostaleria de Gamarra, que compta amb un restaurant en el qual fan pràctiques els alumnes.
La parròquia de l'Asunción és una església construïda en la seva major part al segle xviii. La localitat està adscrita a la vila de Vitòria des de 1332, quan va ser cedida a Vitòria pel rei Alfons XI de Castella. Ha estat escenari de batalles en la Guerra de les Comunitats, Guerra del Francès i a la Primera Guerra Carlina.
És la localitat natal dels següents personatges:
- Francisco de Gamarra (1561-1626): Va ser bisbe d'Àvila i de Cartagena, a més de capellà de Felip III. El seu sepulcre es troba en la parròquia del poble.

- Domingo Ambrosio de Aguirre (1783-1857): Prevere i fundador del Seminari de Vitòria. Va realitzar a més una important labor filantrópica en Cuba.